# Santanaraptor placidus
Il santanaraptor (Santanaraptor placidus) è un dinosauro carnivoro appartenente ai celurosauri. Visse nel Cretaceo inferiore (Aptiano/Albiano, circa 115 milioni di anni fa). I suoi resti fossili sono stati ritrovati in Brasile. Assieme alle ossa si sono conservati alcuni tessuti molli mineralizzati.

## Descrizione
Questo dinosauro è noto per uno scheletro incompleto, di cui si è conservata principalmente la regione posteriore, ritrovato nel 1996 nella formazione Santana nel Brasile nordorientale. Dal raffronto con altri animali simili (Ornitholestes, Compsognathus) si suppone che Santanaraptor dovesse essere lungo circa 1,25 metri, ma il grado di fusione delle ossa ha determinato che l'esemplare è un giovane; si suppone quindi che un esemplare adulto avesse dimensioni maggiori, intorno ai due metri di lunghezza.
L'aspetto generale doveva essere quello di un tipico dinosauro carnivoro bipede di piccole dimensioni, dalla corporatura snella e dalle lunghe zampe posteriori. Le vertebre caudali erano assai simili a quelle di Ornitholestes, ma se ne differenziavano per alcuni dettagli. Le ossa lunghe erano cave, come quelle degli uccelli, e i metatarsi erano allungati (circa il 70% della lunghezza del femore).

### Fossili di tessuti molli
Insieme allo scheletro si sono conservati tessuti molli di varie parti del corpo. L'epidermide sembrerebbe essere stata molto sottile (circa 0.04 millimetri) e formata da quadrangoli irregolari separati da profonde scanalature. Non si sono conservate squame o piume; fibre di muscoli striati si sono conservate sotto forma di fosfato di calcio, dalla sezione poligonale. Le ossa conservano ancora canali per i vasi sanguigni (diametro di 20-25 micrometri) e spazi per gli osteociti. Vi sono anche strutture che potrebbero essere mineralizzazioni che hanno riempito i capillari delle ossa o sostituzioni di vasi sanguigni, a forma di bastoncini con un livello esterno ruvido e un livello interno liscio.

## Classificazione
Descritto per la prima volta nel 1999 da Alexander Kellner, questo animale fu considerato inizialmente un teropode appartenente ai maniraptori, affine a Velociraptor. Successivi studi, tuttavia, hanno portato a considerare Santanaraptor come un tirannosauroide (Holtz, 2004), poi come un noasauride (Angolin et al., 2004), infine come un celurosauro più basale (primitivo), principalmente sulla base di alcune caratteristiche del femore.
Si suppone che Santanaraptor fosse simile a Ornitholestes, un celurosauro vissuto nel Giurassico superiore in Nordamerica, a causa di alcune somiglianze dell'ischio e delle vertebre caudali. A causa della mancanza di un'espansione distale dell'ischio (caratteristica in comune con Ornitholestes) si suppone che Santanaraptor e il genere nordamericano fossero più derivati (evoluti) rispetto ai celurosauri compsognatidi e ad altri celurosauri primitivi, come Zuolong, Nedcolbertia e Nqwebasaurus (che invece possedevano l'espansione).

## Significato del nome
Il nome generico Santanaraptor significa "ladro della formazione Santana", in relazione alle abitudini predatorie dell'animale e alla formazione geologica in cui sono stati rinvenuti i fossili. L'epiteto specifico, placidus, è invece in onore di Placido Cidade Nuvens, che fondò il Museo di Santana do Cariri.